# Carl Gustav Rosenørn
Carl Gustav Rosenørn (14. december 1784 på Hersomgård – 27. juni 1858 på Nørholm) var en dansk stiftamtmand, bror til Thøger Emil, Peder Otto og Henrik Christian Rosenørn-Lehn.
Han var søn af kammerherre, major Christian Rosenørn (8. april 1741 – 27. februar 1812) og Christine Marie f. Wormskiold til Nørholm (8. juni 1752 – 13. december 1817). Han blev 1802 privat dimitteret til Universitetet og 1804 juridisk kandidat, ansattes samme år som volontær i Danske Kancelli, hvor han 1806 blev underkancellist og 1810 kancellist. 1811-12 var han medlem af Priseretten i Aarhus og bestyrede derefter moderens omfattende landejendomme, indtil han 1814 udnævntes til byfoged i Varde og herredsfoged i Øster og Vester Horne Herreder. Dette vidtløftige og meget besværlige embede bestyrede han – ligesom sine senere embeder – med en fra alle sider anerkendt udmærket dygtighed og ualmindelig arbejdskraft til 1825, da han udnævntes til amtmand over Skanderborg Amt, hvorfra han 1826 forflyttedes til det tilsvarende embede over Vejle Amt, der atter 1828 ombyttedes med stillingen som stiftamtmand over Aarhus Stift og amtmand over Aarhus Amt.
Han boede på Jægergården i Aarhus, hvor i 1883 stiftamtet fik kontor. Her virkede han indtil 1843, da han på grund af tiltagende øjensvaghed søgte og fik sin afsked, flyttede til herregården Nørholm ved Varde, hvor han også døde. 1808 var han blevet kancellisekretær, 1821 justitsråd og 1840 Kommandør af Dannebrog. 1835 blev han medlem af den jyske stænderforsamling, hvis vicepræsident han blev 1836, medens han 1841 blev udnævnt til kongevalgt medlem af denne forsamling. I 1842 blev han også formand for Aarhus Amts Landøkonomiske Selskab.
14. oktober 1815 ægtede han Mette Margrethe Wormskiold (11. januar 1786 i København – 21. marts 1858 på Nørholm), en datter af konferensråd Peder Wormskiold og Margrethe Mette f. Teilmann og søster til Ingeborg Christiane Wormskiold.